# Xenoschesis crassitarsus
Xenoschesis crassitarsus är en stekelart som beskrevs av Walley 1935. Xenoschesis crassitarsus ingår i släktet Xenoschesis och familjen brokparasitsteklar. Inga underarter finns listade i Catalogue of Life.